# خرساء
خرساء فيلم جزائري من إخراج محمد الوالي والتي دارت أحداثه في مدينة وهران وتم إنتاح الفيلم عام 2015م

## ملخص الفيلم
عمل فني ذو طابع درامي اجتماعي يحمل في لبه الكثير من مشاهد الحركة والإثارة ، حيث تدور حيثياته حول فتاة خرساء تعيش معاناة كبيرة في صغرها خصوصا أنها لا تعرف والدتها ، وعندما تكبر تقرر البحث عنها في الوقت الذي تعاني فيه الأمرين مع زوجها السكير الظالم 

## شخصيات الفيلم
- محمد عجايمي
- الخرساء :مريم ميموني
- الزوج السكير :سمير بن علة .
- حسان بن زراري
- بهية راشدي
- والدة الخرساء :مليكة يوسف
- أمين رزيني

## وصلات خارجية
- خرساء